# Deinonychus
A Deinonychus (nevének jelentése 'rettentő karom' – az ógörög δεινος / deinosz 'rettenetes', 'rettentő' és ονυξ/ονυχος / onüx/onükhosz 'karom' szavak összetételéből) a húsevő dromaeosaurida dinoszauruszok egyik neme. Egyetlen faját írták le, a Deinonychus antirrhopust. Ez a 3,4 méter hosszú állat a kora kréta korban (a középső apti–kora albai alkorszakban) élt, mintegy 115–108 millió évvel ezelőtt. Fosszíliáira az Egyesült Államok Montana, Wyoming és Oklahoma államaiban, a Cloverly- és az Antlers-formáció területén találtak rá, azonban feltehetően a Deinonychushoz tartozó fogakat találtak a keletebbre fekvő Maryland területén is.
Az 1960-as évek végén John Ostrom őslénykutató Deinonychusról írt tanulmánya forradalmasította a tudósok dinoszauruszokkal kapcsolatos gondolkodásmódját, elindítva az úgynevezett „Dinoszaurusz reneszánszt”, és lángra lobbantva a vitát arról, hogy a dinoszauruszok vajon melegvérűek voltak-e? Azelőtt a dinoszauruszokkal kapcsolatban az volt a közkedvelt elmélet, hogy vánszorgó, hüllőszerű óriások voltak. Ostrom szerint a kis test, a lapuló, vízszintes testhelyzet, a struccszerű gerinc és – különösen – a lábakon levő hegyes, görbe karmok arra utalnak, hogy ez az állat aktív és gyors ragadozó lehetett.
Neve arra utal, hogy a hátsó lábai második ujján szokatlanul nagy méretű, sarló alakú karom nőtt. Az YPM 5205 jelzésű fosszília egy nagy, erősen hajlított végső ujjperccel (unguallal) őrződött meg. Az élő archosaurusoknál a csontot egy szarutok borítja, ami egyben meg is hosszabbítja ezt a testrészt. Ostrom a krokodilok és madarak karmai alapján rekonstruálta az YPM 5205 karmát, ami meghaladta a 120 milliméteres hosszúságot. A faj (antirrhopus) nevének jelentése 'ellenegyensúly', John Ostrom farokkal kapcsolatos elképzelésére utal. Ugyanis más dromaeosauridákhoz hasonlóan, az állat farkát elcsontosodott inak, és felső, meghosszabbodott csontnyúlványok tartották mereven, amitől javult az egyensúlya és a fordulási képessége. Úgy tűnik, ugyanezek a jellemzők tették merev ellenegyensúllyá a közeli rokonságába tartozó Velociraptor mongoliensis (az IGM 100/986 azonosítójú lelet) farkát is, melynek maradványait hosszirányban elnyúlt S alakban meghajolva találták meg. Ez arra enged következtetni, hogy az élő állat farka rendkívül rugalmas volt, ami képes volt ostorszerűen oldalra csapódni.
A Cloverly- és az Antlers-formációkban, a Deinonychus maradványait az ornithopodák közé tartozó Tenontosauruséval együtt találták meg. A Tenontosaurus leletek mellett talált fogak arra engednek következtetni, hogy a Deinonychus vagy vadászott ezekre az állatokra, vagy dögevőként fogyasztotta őket.

## Anatómia

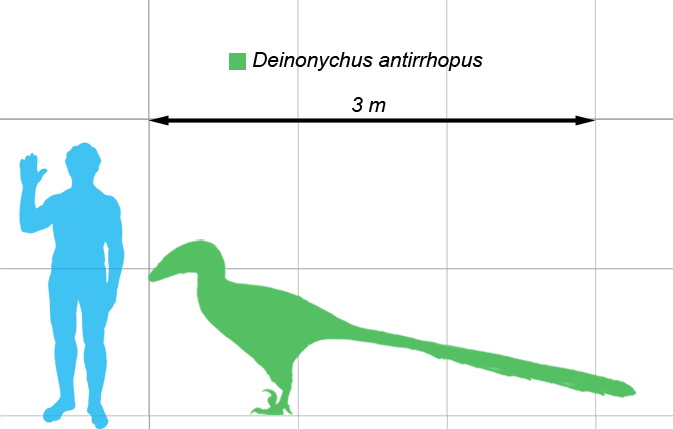
A Deinonychus és az ember méretének összehasonlítása

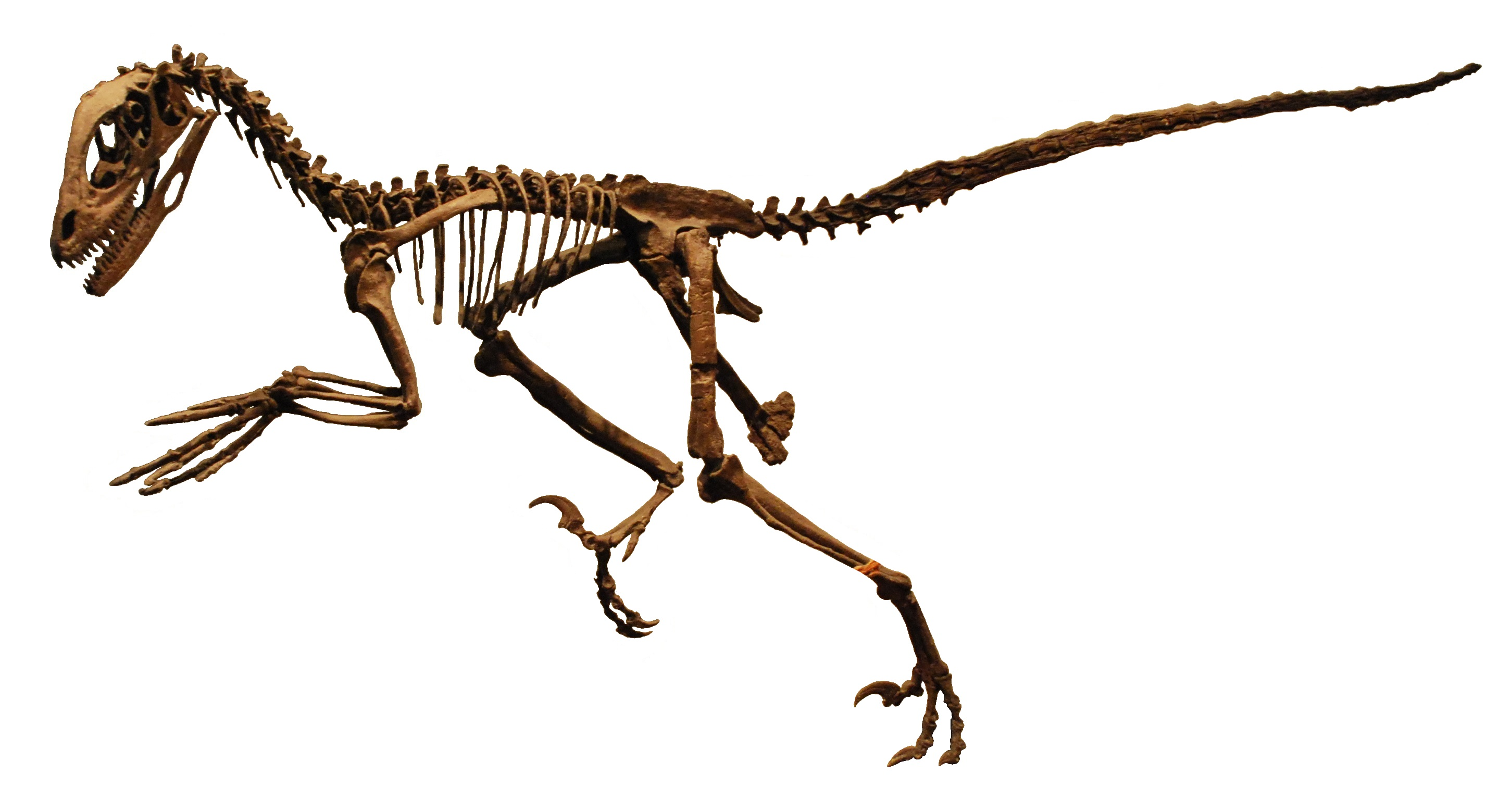
A Deinonychus csontváza

A legnagyobb ismert példányok alapján a Deinonychus elérhette a 3,4 méteres testhosszúságot, a 410 milliméteres maximális koponyahosszúságot, a 0,87 méteres csípőmagasságot, 1,5 méteres fejmagasságot és a 73–100 kilogrammos testtömeget. A koponyája erőteljes állcsontokkal rendelkezett, a szájban 60 darab hajlított, pengeszerű fog helyezkedett el. A koponyával kapcsolatos vizsgálatok az évtizedek során sok információt tártak fel. Ostrom rekonstruálta a részleges, tökéletlenül megőrződött koponyákat, amik háromszögűek, szélesek és leginkább az Allosauruséhoz hasonlóak voltak. A további Deinonychus koponyák és a közeli rokonságába tartozó fajok jó állapotú, háromdimenziós maradványai alapján úgy tűnik, hogy a szájpadlás boltozatosabb volt, mint ahogy Ostrom gondolta, így a pofarész jóval szűkebb lehetett, a szemgödröt alkotó pofacsontok pedig távolabb helyezkedhettek el, nagyobb sztereoszkóp látást biztosítva. A Deinonychus koponyája más volt, mint a Velociraptoré, mivel a koponyatető a Dromaeosauruséhoz hasonlóan robusztus volt, és az orr-része nem volt olyan szűk, mint a Velociraptoré. A koponya felső része és az állkapocs a tömeg csökkentése érdekében nyílásokkal (fenestrae) volt ellátva. A Deinonychusnál a szem és az orrnyílás között elhelyezkedő oldalsó nyílás (fenestra antorbitalis) különösen nagy volt.
Mint minden dromaeosaurida, a Deinonychus is nagy kezekkel rendelkezett, melyeken három nagy karom nőtt. Az első ujj volt a legrövidebb, a második pedig a leghosszabb. A hátsó lábak második ujján egy-egy sarló alakú karom helyezkedett el, amiket feltehetőleg a zsákmány elejtése során használt.
A dromaeosauridák, köztük a Deinonychus fosszíliáival együtt nem kerültek elő tollak nyomai. Mindazonáltal létezik olyan bizonyíték, ami arra utal, hogy a Deinonychus tollas volt. Bár a Microraptor egy családba tartozik a Deinonychusszal, geológiailag korábbi és filogenetikailag kezdetlegesebb, mégis számos fosszíliája a modern madarak szárnyain, lábain és farkán levőkhöz hasonló zászlós kontúrtollak lenyomataival együtt őrződött meg. A Velociraptor, noha a Deinonychusnál későbbről származik, közelebbi rokonnak számít (lásd lentebb az osztályozásról szóló részt). Egy jól megőrződött Velociraptor mellső lábán tollszárcsomókat fedeztek fel. A tollszárcsomók olyan pontok, amelyekhez tüszős szalagok kapcsolódnak, így modern szemszögből közvetlenül utalnak a tollak jelenlétére.

## Osztályozás
A Deinonychus az egyik legjobban ismert dromaeosaurida, és a közeli rokona a kisebb termetű Velociraptornak, amire újabb, késő kréta kori sziklaképződményekben találtak rá Közép-Ázsiában. Közös kládjuk a Velociraptorinae. Ezt az alcsaládot Rinchen Barsbold hozta létre 1983-ban, és eredetileg csak a Velociraptor nemet tartalmazta, de később Phil Currie ide sorolta be a legtöbb dromaeosauridát. Két késő kréta kori nem, a mongóliai Tsaagan és az észak-amerikai Saurornitholestes talán szintén a Deinonychus közeli rokonságába tartoztak, de az utóbbi kevésbé ismert, így nehezen osztályozható. A Velociraptor és társai inkább a karmaikat használták gyilkolásra, mint a koponyájukat, ellentétben az olyan dromaeosauridákkal, mint a Dromaeosaurus, melynek zömökebb feje volt. A dromaeosauridák a troodontidákkal együtt alkotják a Deinonychosauria kládot, ami az Aves testvértaxonja. Filogenetikailag a Deinonychosauria képviseli a madarak közé nem tartozó dinoszauruszok azon csoportját, amely a legközelebbi rokonságban áll a madarakkal.

## Felfedezés és elnevezés
A Deinonychus fosszilizálódott maradványaira Észak-Amerikában, Montanában és Wyomingban, a Cloverly-formációban, valamint a nagyjából ugyanolyan korú Antlers-formációban, Oklahoma államban találtak rá. A Cloverly-formáció a kora kréta kor késő apti–kora albai alkorszakok idején, körülbelül 115–108 millió évvel ezelőtt keletkezett. Emellett a Maryland állambeli Atlanti-parti síkságon fekvő Potomac-formáció részét képező Arundel-agyagfáciesben felbukkant fogak talán szintén ehhez a nemhez tartoznak.
Az első maradványokat 1931-ben ásták ki Montana déli részén, Bridger közelében. Az ásatás vezetője Barnum Brown őslénykutató volt, aki az ornithopodák közé tartozó Tenontosaurus maradványait kívánta feltárni és preparálni, de az Amerikai Természetrajzi Múzeum (American Museum of Natural History) ásatási területén végzett munkájáról szóló beszámolójában egy, a Tenontosaurus csontváza közelében felfedezett kis húsevő dinoszauruszról tett jelentést, ami a szöveg szerint „mészkőbe van ágyazódva, így nehezen preparálható”. Az állatot nem hivatalosan „Daptosaurusnak” nevezte el, és előkészületeket tett a leírására és a kiállítására, de a munkáját sosem fejezte be. Brown egy kisebb theropoda csontvázával tért vissza a Cloverly-formációból, melynek a túlméretezett fogaira utalva a „Megadontosaurus” nevet adta. John Ostrom évtizedekkel később átnézte ezt az anyagot, és felismerte, hogy a fogak a Deinonychushoz tartoznak, de maga a csontváz egy teljesen más állattól származik. A leletet Microvenatornak nevezte el.
Valamivel több mint harminc évvel később, 1964 augusztusában John Ostrom vezette a Yale Egyetem Peabody Múzeumának (Peabody Museum of Natural History) expedícióját, ami több csontmaradványra bukkant. A következő két nyáron a további expedíciók ezernél is több csontot tártak fel, köztük legalább három példányét. Amíg a felfedezett csontok közötti kapcsolat gyenge volt, lehetetlen volt pontosan meghatározni az egyedek számát, és a Deinonychus típuspéldánya (az YPM 5205) mindössze egy teljes bal lábból és egy hiányos jobb lábból állt. A további egyedeket a Peabody Múzeumban ötven különböző bejegyzéssel katalogizálták.
Ostrom és Grant E. Meyer a későbbiekben részletesen elemezték a saját anyagukat, valamint Brown „Daptosaurusát”, és rájöttek, hogy egyazon fajhoz tartoznak. Ostrom 1969-ben publikálta a felfedezéseit, és a maradványoknak új nevet adott: a Deinonychus antirrhopust. Az „antirrhopus” jelentése 'ellenegyensúly', és a merevített farok funkciójára utal.
Habár 1969-ben rengeteg csont került elő, sok fontos rész hiányzott, vagy nehezen volt értelmezhető. Kevés volt a posztorbitális (szemüreg mögötti) koponyaelem, nem voltak combcsontok, sem keresztcsont, villacsont vagy szegycsont, hiányoztak a csigolyák, és (Ostrom szerint) a hollócsőrnek csak egy apró töredéke került elő. Ostrom Deinonychus csontváz rekonstrukciója egy nagyon furcsa medencecsontot tartalmazott: a szeméremcsont trapéz formájú és lapos volt, nem olyan, mint a többi theropodáé, bár a hossza megegyezett az ülőcsont hosszával, és közvetlenül mellette találtak rá.

### További leletek

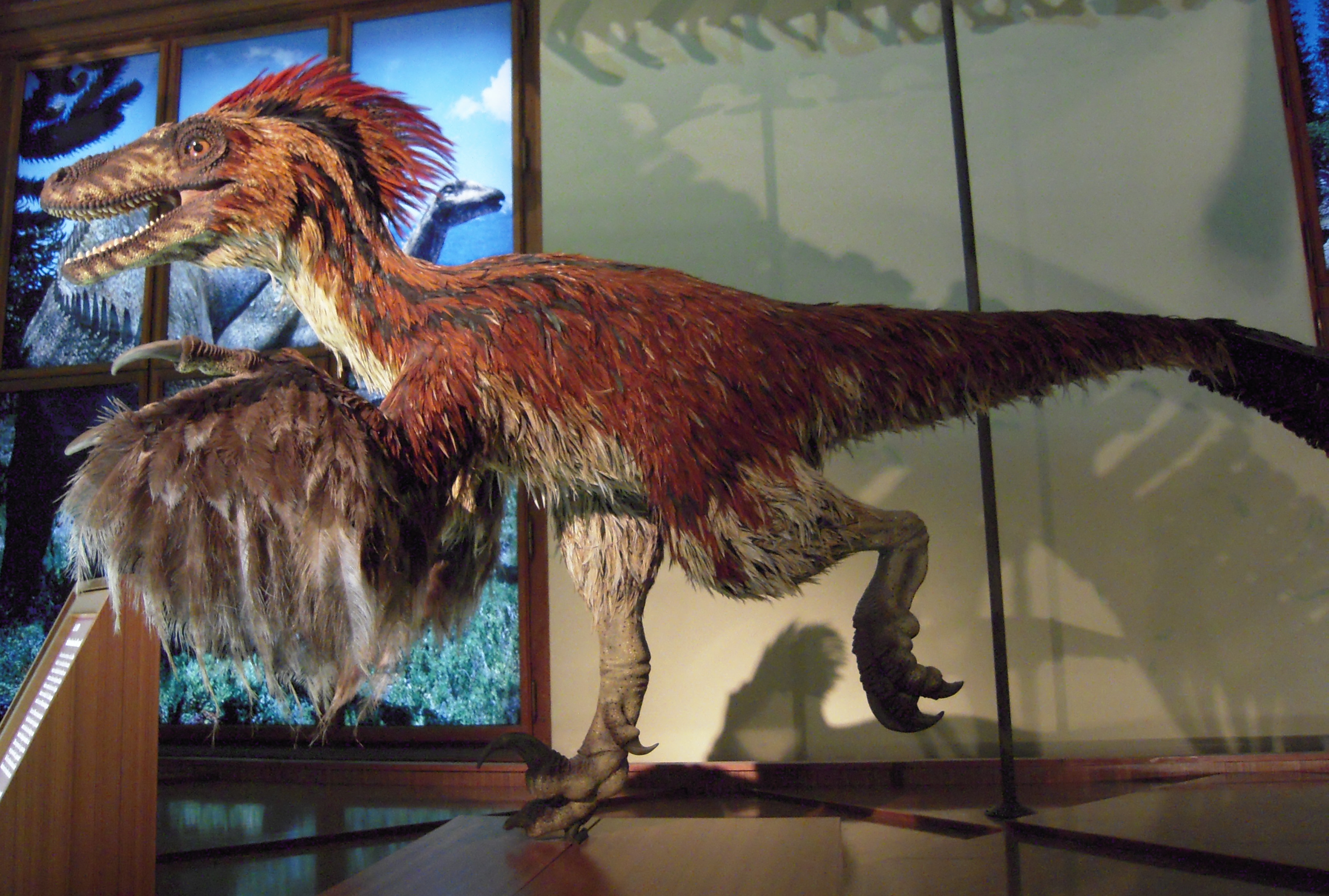
A „Feathered Dinosaurs and the Origin of Flight” (Tollas dinoszauruszok és a repülés eredete) című vándorkiállítás részét képező Deinonychus modell

1974-ben Ostrom újabb írást jelentetett meg a Deinonychus vállával kapcsolatban, amelyben arról is beszámolt, hogy a korábbi leírásában szereplő szeméremcsont valójában egy hollócsőr, azaz a váll része. Ugyanebben az évben Montanában a Harvard Egyetem Farish Jenkins által vezetett expedíciója egy újabb Deinonychus példányt talált. Ez a lelet újabb elemeket tartalmazott: jól megőrződött combcsontokat, szeméremcsontokat, egy keresztcsontot, egy jobb állapotban levő medencecsontot, valamint a láb és a lábközépcsont részeit. Ostrom leírást készített erről az egyedről is, majd felülvizsgálta a saját Deinonychus csontvázának rekonstrukcióját. Ekkor látható volt rajta az igen hosszú szeméremcsont, amiről Ostrom gyanítani kezdte, hogy kissé hátrahajlottabb (retrovertáltabb) volt, mint a madaraké.
Az a Deinonychus csontváz, ami az eredeti és legteljesebb egyed csontjaiból áll, az Amerikai Természetrajzi Múzeumban került kiállításra, míg egy másik Az Összehasonlító Zoológia Múzeuma (Museum of Comparative Zoology) területén tekinthető meg, a Harvard Egyetemen. A két példány különböző lelőhelyről származik, de mindkettőnek vannak hiányzó részei, mint például a szegycsont, a szegycsonti bordák, a villacsont és a hasi bordák (gastralia).
Ostrom munkája ellenére, számos kisebb mészkőbe ágyazódott tömb maradt preparálatlanul az Amerikai Természetrajzi Múzeum raktárában. Többségűk elkülönült csont vagy csonttöredék az eredeti elrendezésben, illetve körülvéve azzal a kőzettel, amiben a példány eltemetődött. 2000-ben Gerald Grellet-Tinner és Peter Makovicky megvizsgálták ezeket a preparálatlan tömböket, és feltártak egy érdekes, figyelmen kívül hagyott jellegzetességet. A tömbökben sok hosszú, vékony, elcsontosodott ínszalagként azonosított csontot találtak (e struktúrák segítettek mereven tartani a Deinonychus farkát), amikről kiderült, hogy hasi bordák. Ezen kívül nagy számú, korábban fel nem fedezett, fosszilizálódott tojáshéjat is találtak az eredetileg a Deinonychus maradványai által körülvett kövekben.
Ennek következményeként Grellet-Tinner és Makovicky több részletes beszámolót készített a tojáshéjakról, arra következtetve, hogy azok a Deinonychushoz tartoznak, azaz az első dromaeosaurida tojások, amiket valaha azonosítottak. Emellett az egyik tojáshéj külső felületét a hasi bordákhoz kapcsolódva találták meg, ami arra utalhat, hogy a Deinonychus talán a madarakhoz hasonlóan költötte ki a tojásait. Ez alapján az állatnak hőátadó mechanizmussal kellett rendelkeznie a tojásköltéshez, azaz endoterm (meleg vérű) volt, mint a modern madarak. Gregory Erickson és kollégái további vizsgálatai kimutatták, hogy ez az egyed 13 vagy 14 éves lehetett amikor elpusztult, és a tanulmányukban szereplő más, tojásokkal és fészkekkel együtt talált theropodáktól eltérően már befejezte a növekedést.

### Hasonlóságok

A Deinonychus (balra) és Archaeopteryx (jobbra) mellső lábainak hasonlósága arra vezette rá John Ostromot, hogy felélessze a dinoszauruszok és madarak közti kapcsolat elméletét

Ostrom 1969-es Deinonychus leírása tartalmazta a legtöbb, 20. század közepén tett fontos dinoszauruszokat érintő őslénytani felfedezést. A nyilvánvalóan aktív és gyors ragadozó felbukkanása sokat változtatott a dinoszauruszokról alkotott tudományos (és népszerű) elképzelésen, és megnyitotta az ajtót a meleg vérűségükről való elmélkedés előtt. Ezt a fejlődési folyamatot „Dinoszaurusz reneszánsznak” nevezik. Néhány évvel később Ostrom hasonlóságokat vett észre a Deinonychus mellső lába és a madarak szárnya között, és ez a megfigyelés vezette rá arra, hogy újjáélessze azt az elsőként Thomas Henry Huxley által felvetett elméletet, ami szerint a madarak a dinoszauruszoktól származnak. Harminc évvel később az elmélet általánosan elfogadottá vált.
Rendkívül madárszerű anatómiája és közeli dromaeosaurida rokonai miatt az őslénykutatók úgy vélik, hogy a Deinonychust feltehetően tollak borították. Modern evezőtollakra utaló egyértelmű fosszilis bizonyítékot több, a rokonságába tartozó dromaeosaurida, például a Velociraptor és a Microraptor esetében is felfedeztek, de a Deinonychusszal kapcsolatban eddig ilyesmi még nem vált ismertté. Mikor olyan területeken végeznek vizsgálatokat, mint például a mellső lábak mozgástartománya, Phil Senter és más őslénykutatók számításba veszik az elsődleges szárnytollak jelenlétét (melyek valamennyi ismert dromaeosaurida bőrlenyomatnál megtalálhatók). A Cloverly-formáció középső része az alapjánál 115 ± 10, a tetejénél pedig 108,5 ± 0,2 millió éves.

## Ősbiológia és ősökológia
A földrajzi bizonyíték alapján a Deinonychus ártéri vagy mocsaras környezetben élt. A lelőhelyéül szolgáló Felső Cloverly- és Antlers-formációk őskörnyezete a mai Louisianához hasonló trópusi vagy szubtrópusi erdős terület volt, folyódeltákkal és lagúnákkal. A Deinonychus mellett olyan növényevő dinoszauruszok is éltek itt, mint a páncélozott Sauropelta, vagy az ornithopodák közé tartozó Zephyrosaurus és Tenontosaurus. Oklahomában a Deinonychus ökoszisztémájához tartoztak az olyan nagy méretű theropodák, mint az Acrocanthosaurus, az óriás sauropoda, a Sauroposeidon, a krokodilféléket képviselő Goniopholis és a kajmánhalféle Lepisosteus. Amennyiben a Marylandben talált fogak is a Deinonychushoz tartoznak, akkor a szomszédai között ott lehetett az Astrodon és egy, csak a fogai alapján ismert nodosaurida, a Priconodon is. A Cloverly-formáció középső része az alapjánál 115 ± 10 millió éves, a tetejénél pedig 108,5 ± 0,2 millió éves.

### Ragadozó viselkedés

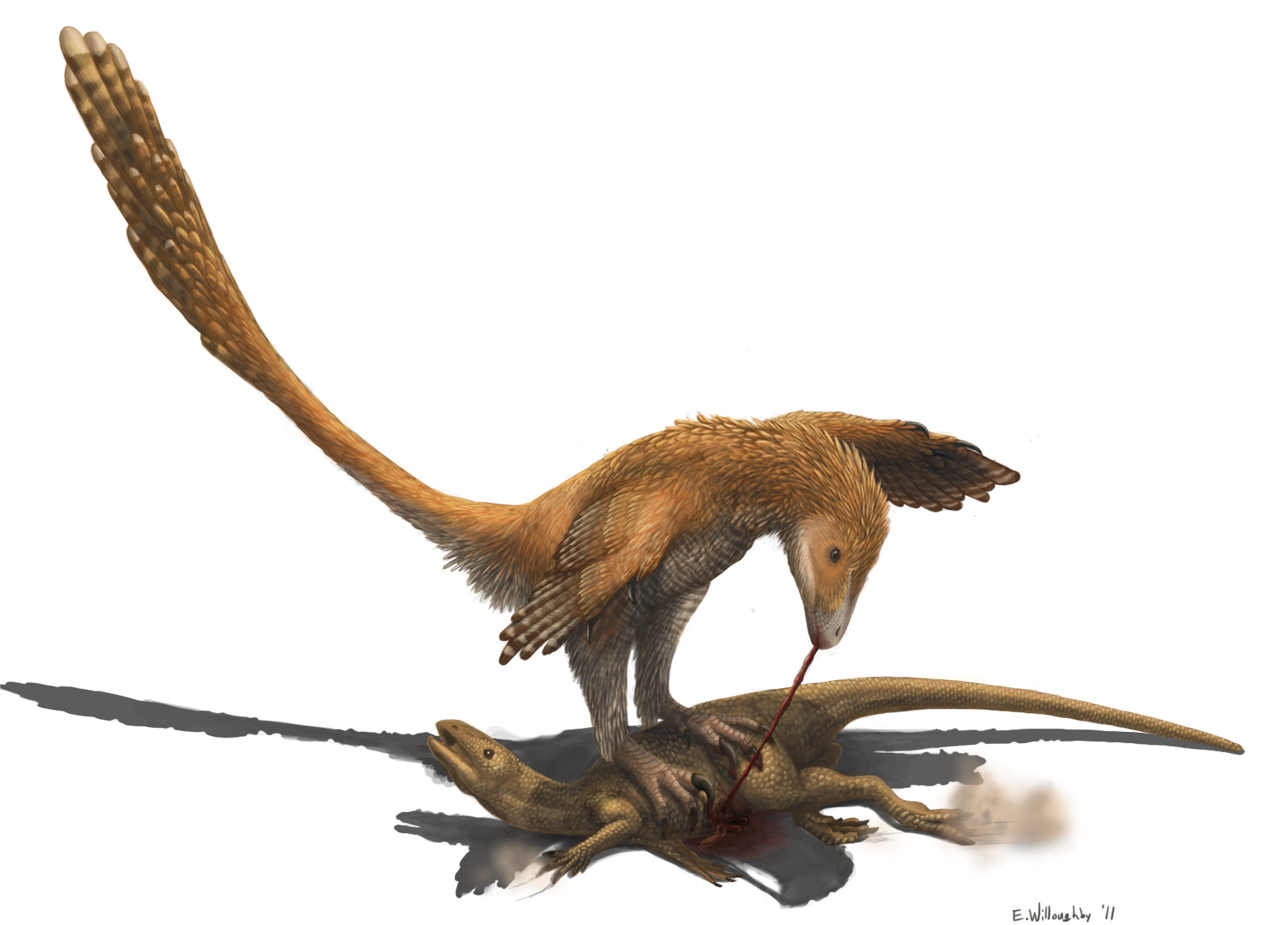
A prádáját sarló alakú karmaival leszorító Deinonychus rekonstrukciója

A Deinonychus fogait az ornithopodák közé tartozó, és a Cloverly-formációban meglehetősen gyakori Tenontosauruséval együtt találták meg. Két lelőhelyen majdnem teljes egészében megőrződött Deinonychus fosszíliákat találtak a Tenontosaurus maradványai közelében. Az első, a Yale lelőhelye a montanai Cloverlyben sok fogat tartalmaz, melyek négy felnőtt és egy fiatal példánytól származnak. A számos Deinonychus csontvázhoz kapcsolódóan az egyik lelőhely arra utal, hogy a Deinonychus feltehetően ezekkel az állatokkal táplálkozott, és talán vadászott is rájuk. Ostrom és Maxwell ezen információ alapján arra következtetett, hogy a Deinonychus talán falkákban vadászott. A második lelőhelyen, amely az Antlers-formációban található Oklahomában, hat hiányos, különböző méretű Tenontosaurus csontvázat fedeztek fel, velük együtt pedig egy részleges Deinonychus csontváz és több fog is előkerült. Egy Tenontosaurus felkarcsontján olyan harapásnyomokat találtak, amik feltehetően a Deinonychus fogaitól származnak. D. L. Brinkman és kollégái (1998-ban) rámutattak, hogy egy felnőtt Deinonychus 70–100 kilogramm tömegű lehetett, míg egy Tenontosaurus elérhette az 1–4 tonnát. Egy magányos Deinonychus nem lehetett képes egy felnőtt Tenontosaurus elejtésére, ami alapján feltételezhető, hogy csapatban vadásztak.
Egy B. T. Roach és D. L. Brinkman által végzett újabb keletű vizsgálat megkérdőjelezte a Deinonychus csapatban történő vadászatáról szóló elméletet, a modern ragadozókkal való összehasonlítás és a Tenontosaurus lelőhelyek tafonómiai elemzése alapján. A modern archosaurusokra (a madarakra és a krokodilokra) valamint a komodói varánuszokra nem jellemző a csapatos vadászat; inkább magányosan ejtenek zsákmányt vagy keresnek dögöt, amit elfogyaszthatnak, és gyakori a fajtársak közötti konfliktus. Például azokban az esetekben, amikor a komodói varánuszok együtt táplálkoznak, a nagyobb példányok esznek először, és megtámadják az eközben a zsákmányból enni próbáló kisebb egyedeket; amennyiben megölik a kisebb állatot, azt is elfogyasztják. Ezen információk tükrében vizsgálva a Tenontosaurus lelőhelyeket, úgy tűnik, hogy a Deinonychus leletek egyezést mutatnak a varánuszokra és a krokodilokra jellemző táplálkozási stratégiával. Az ezekről a helyekről előkerült Deinonychus csontváz maradványok kifejletlenek, és feltételezhető, hogy a hiányos részeiket más Deinonychusok ették meg. Emellett Li Rihui és szerzőtársai a nyomfosszília lelőhelyekről szóló cikkükben hasonló lépéstávolságról és párhuzamos lábnyomsorokról számoltak be, ami a koordinálatlan táplálkozás helyett a társaságkedvelő, csapatos viselkedésre enged következtetni, de ez sem nyújt bizonyítékot a csapatban való vadászatra.
Denver Fowler és munkatársai 2011-ben új elméletet vetettek fel arról, hogy a Deinonychus és hasonló dromaeosauridák hogyan kapták el és fogták le áldozatukat. A "raptor pray restraint"-nek (RPR, magyarul kb. raptorok prédájának leszorítása) elnevezett vadászati modell szerint a dromaeosauridák a mai vágómadarakhoz hasonló módon ölték meg áldozataikat: rájuk ugrottak, testsúlyukkal leteperték, és sarló alakú karmaikkal erősen megragadták őket. Akárcsak a vágómadarak, a dromaeosauridák is elkezdték élve felfalni zsákmányukat, míg az bele nem halt a vérveszteségbe és szerveinek leállásába. Ezt az elképzelést főleg a dromaeosauridák és mai, ismert viselkedésű ragadozómadarak lábai és karmai közti morfológiai és méretbéli hasonlóságokra alapozták. Fowler rájött, hogy a dromaeosauridák lába és lábfeje leginkább a sasokéra és sólymokéra hasonlít, főleg a megnagyobbodott második karmuk és lábuk hatósugara miatt. A láb ereje és a rövid lábközépcsontok viszont inkább a baglyokéra hasonlítanak. Az RPR stratégia összhangban van a Deinonychus testfelépítésével, például szokatlan állkapocs- és karmorfológiájával. A kar nagy erő kifejtésére volt képes, de valószínűleg hosszú tollak borították, ezért talán ezek csapkodásával, valamint merev farkukkal őrizték meg egyensúlyukat, miközben a vonagló prédájukon álltak. Az állkapcsot Fowler és kollégái viszonylag gyengének találták, ezért ha a rúgások nem voltak elegendők a préda megölésére, a mai, szintén gyenge állkapcsú komodói varánuszhoz hasonlóan harapásaikkal fűrészszerű mozgást hajtottak végre. E ragadozóadaptációk együttese talán megmagyarázza, miért kezdtek a paravesek verdesni a szárnyaikkal.

### Végtag működés

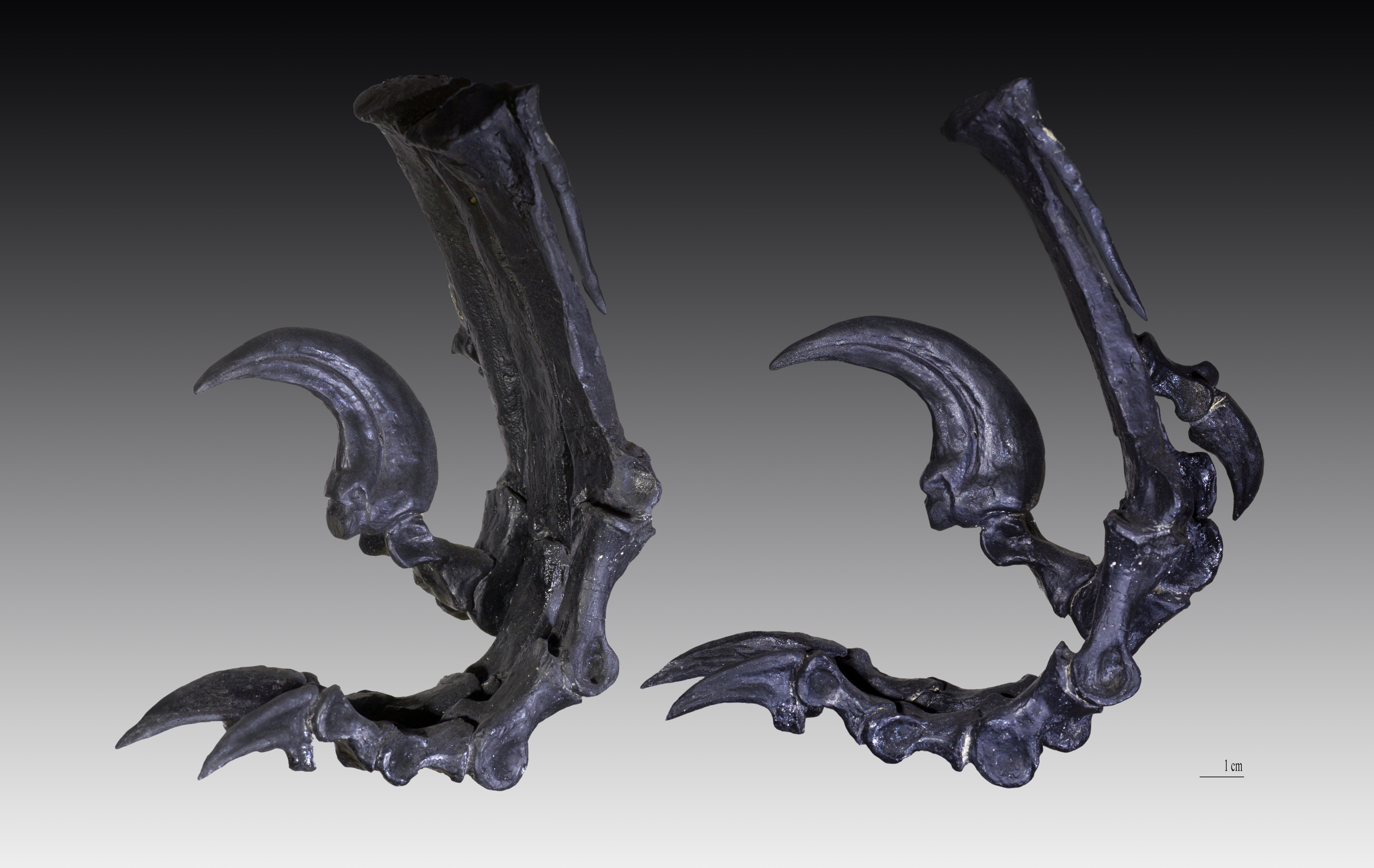
A Deinonychus felállított lábcsontjai a sarló alakú karommal.

Annak ellenére, hogy a sarló alakú lábkarom a Deinonychus legmegkülönböztetőbb jellemzője, a karom alakja és görbültsége eltér az egyes példányoknál. A típuspéldány, melyről Ostrom 1969-ben leírást készített, erősen görbült karommal rendelkezett, míg az újabb, 1976-ban leírt egyedek karma kevésbé volt hajlott, a profiljuk inkább a többi lábujjon levő „normál” karmokéra emlékeztetett. Ostrom szerint ezt a méretbeli és alakbeli eltérést a példányok, a nemek vagy az életkorok közti különbségek okozhatták.
Anatómiai és nyomfosszíliából származó bizonyíték is létezik arra vonatkozóan, hogy a Deinonychus a lábkarmait járás közben felemelve tartotta, így a harmadik és negyedik lábujján járt.
Ostrom úgy vélte, hogy a Deinonychus a karmos lábával rúgva felhasította a zsákmányt. Egyes kutatók szerint a lábkarom a nagy ceratopsiák kizsigerelésére szolgált. Manning és szerzőtársai 2005-ben egy, a Deinonychus és a Velociraptor lábával anatómiailag pontosan megegyező, hidraulikus dugattyúval felszerelt robot, valamint egy disznótetem segítségével teszteket hajtottak végre. A tesztek alapján a lábkarmok csupán kis mélységű szúrt sebek előidézésére voltak alkalmasak, vágásra vagy a test felhasítására nem. A szerzők szerint a lábkarmok alkalmasabbak lehettek a mászásra, mint halálos csapások bevitelére.
Ostrom összehasonlította a Deinonychust a struccal és a kazuárral. Megjegyezte, hogy ezek a madarak a második lábujjukon levő nagy lábkarommal súlyos sérüléseket okozhatnak. A kazuár karmai elérthetik a 125 milliméteres hosszúságot. Ostrom Gilliard 1958-as művéből idéz, ami szerint képesek egy kar levágására vagy egy ember kizsigerelésére. Kofron 1999-ben és 2003-ban 241 dokumentált kazuártámadást átvizsgálva a halállal végződött esetek áldozatai között egy embert és két kutyát talált, arra azonban nem talált bizonyítékot, hogy a kazuárok képesek lennének állatok kizsigerelésére vagy megcsonkítására. A kazuárok a fenyegetést jelentő állatokkal szembeni védekezés során fenyegető pózt vesznek fel, és a karmaikkal támadnak. A kígyászdarufélék második lábujján szintén található egy megnagyobbodott karom, amivel ezek az állatok a zsákmányukat könnyen lenyelhető darabokra tépik szét. 2011-ben egy tanulmány felvetette, hogy a sarló alakú karmokat a préda leszorítására használhatta miközben széttépte ahelyett, hogy hasításra szolgáltak volna.
2002-ben Kenneth Carpenter biomechanikai vizsgálatai igazolták, hogy a mellső lábak legvalószínűbb feladata a zsákmány megragadása volt, melyben előnyt jelentett a hosszuk, ami nagyobb volt, mint a legtöbb theropoda esetében. A meglehetősen nagy és meghosszabbodott hollócsőr arra utal, hogy a mellső lábakon erőteljes izomzat volt, ami szintén ezt az érvelést erősíti. Carpenter biomechanikai vizsgálatokhoz használt Deinonychus csontjai igazolták, hogy az állat nem volt képes a karjait a madarakhoz hasonlóan a testével szembefordítani, ellentétben azzal, amit az 1985-ben Jacques Gauthier és az 1988-ban Gregory S. Paul által készített leírások állítottak.

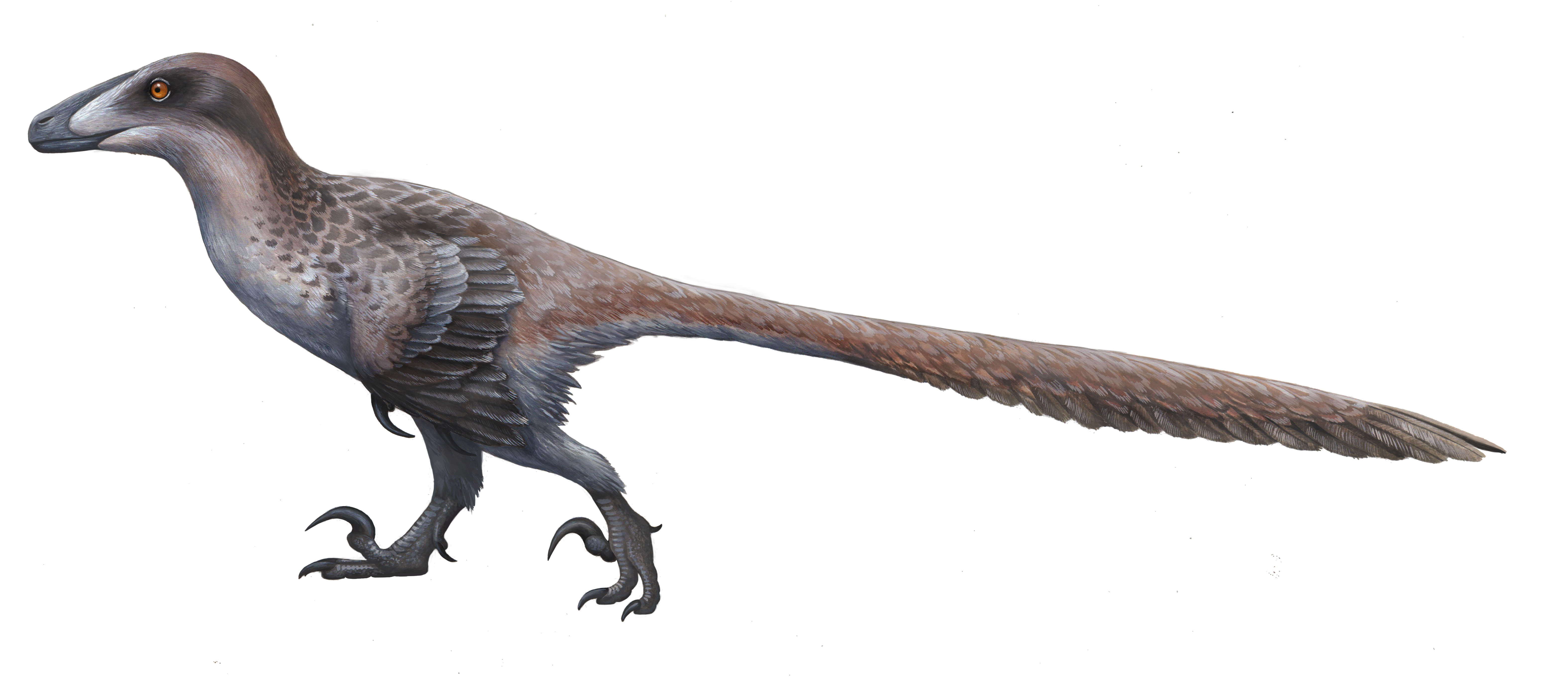
A Deinonychus antirrhopus művészi rekonstrukciója

2006-ban, Phil Senter vizsgálata kimutatta, hogy a Deinonychus mellső végtagjai talán nem csak fogásra, hanem tárgyak mellkashoz való szorítására is alkalmasak lehettek. Amennyiben a Deinonychus tollas ujjakkal és szárnyakkal rendelkezett, a tollai egyes szögekben korlátozhatták a mellső lábak elmozdulásának mértékét. Például, amikor az állat előre nyújtotta valamelyiket, a tenyere automatikusan előrefelé fordult. Az egyik szárny a másik útjába kerülhetett, ha mindkét mellső végtagját egyidőben nyújtotta előre, így Senter szerint egyszerre csak az egyik végtagot használhatta arra, hogy tárgyat szorítson a mellkasához. Az ujjak működését szintén akadályozhatták a tollak; például csak a mellső láb harmadik ujja volt alkalmas arra, hogy rést keressen a kis méretű zsákmányon, és csak a szárnyra merőleges helyzetben. Alan Gishlick 2001-ben megvizsgálta a Deinonychus mellső lábának mechanikáját, és úgy találta, hogy amennyiben nagy szárnytollai voltak, az jelentősen gátolhatta a fogóképességét; a fogás inkább csak akkor lehetett tökéletes, ha a szárnyra merőlegesen történt, és a tárgyak megtartásához inkább két kézre és egy ölelésszerű mozdulatra volt szükség, ahogy azt Carpenter és Senter későbbi vizsgálatai is valószínűsítették.
William L. Parsons kimutatta, hogy a fiatal és kifejletlen Deinonychus egyedek morfológiai eltéréseket mutatnak a felnőttekhez viszonyítva. Például a fiatalabb egyedek mellső lábai aránylag hosszabbak voltak a felnőttekénél, ami viselkedésbeli különbségre is utalhat a fiatalok és a felnőttek között.

### Sebesség
A dromaeosauridákat, és különösen a Deinonychust, gyakran szokatlanul gyorsan futó állatokként ábrázolják a populáris médiában, és Ostrom is azt feltételezte az általa készített leírásban, hogy fürgelábú állatok voltak. Azonban amikor az első leírás készült, még nem állt rendelkezésre a teljes láb csontváza, így Ostrom csupán a combcsont hossza alapján következtetett, ám később kiderült, hogy a becslése eltúlzott volt. Ostrom egy újabb vizsgálat során feljegyezte, hogy a combcsont és a sípcsont aránya nem olyan fontos a sebesség meghatározása szempontjából, mint a lábfej és az alsó lábszár relatív hossza. A modern, gyorsan futó madaraknál, például a struccnál, a lábfej–alsó lábszár arány 0,95. Az olyan szokatlanul gyors dinoszauruszoknál, mint a Struthiomimus, az arány 0,68, de a Deinonychus, esetében csak 0,48. Ostrom kijelentette, hogy az „egyetlen észszerű következtetés” az, hogy a Deinonychus nem volt különösebben gyors a többi dinoszauruszhoz viszonyítva, és biztosan nem volt olyan gyors, mint a modern röpképtelen madarak.
A Deinonychusnál az alacsony talp és alsó lábszár arányt részben a szokatlanul rövid lábközépcsontok okozzák. Az arány a kisebb példányoknál magasabb, mint a nagyobbaknál. Ostrom felvetette, hogy a rövid lábközépcsontok talán a sarlókarom működéséhez kapcsolódnak, és hogy ennek fenntartása érdekében az egyedek idősebbé válásával megrövidültek. Ezeket a tulajdonságokat – a rövid második ujj a megnagyobbodott karommal, a rövid lábközépcsontok stb. – úgy értelmezte, hogy a támadó fegyverként használt hátsó láb támogatását szolgálták, amely a sarlókarommal együtt lefelé és hátrafelé csapott, felhasítva a zsákmányt. Ostrom úgy vélte, hogy egy ilyen támadás során a rövid lábközépcsontok csökkentették a lábcsontokat érő igénybevételt, és értelmezése szerint a láb szokatlan elrendezésű izomkapcsolódási pontjai is azt az elképzelést erősítik, ami szerint a láb lecsapó mozdulata más izomcsoportokat vett igénybe, mint a járás vagy a futás. Ostrom arra következtetett, hogy a Deinonychus lábai egyensúlyt tartottak fenn a fürge ragadozóként való tevékenykedéshez és az egyedi fegyver okozta igénybevétel csökkentéséhez szükséges tulajdonságok között.
Richard Kool 1981-ben a kanadai Brit Columbiában levő Gething-formációban talált, különböző fajoktól származó dinoszaurusz lábnyomok tanulmányozásával készített egy durva sebességbecslést. Kool szerint a megkövült vadcsapások egyike az Irenichnites gracilis nevű ichnotaxoné (lehet hogy a Deinonychushoz tartozik), és a járás közben mérhető sebessége körülbelül 10,1 km/h.

### Tojások

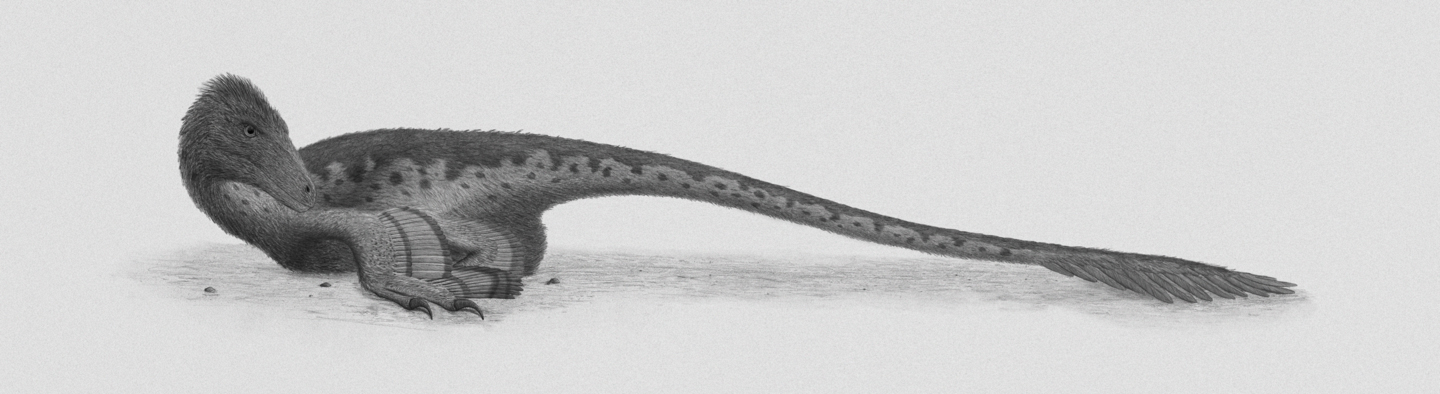
Egy költő helyzetben levő példány művészi rekonstrukciója

2000-ben egy feltételezett deinonychustojásként azonosított lelet, amit a nem egyik példányával együtt találtak meg, lehetővé tette az összehasonlítást más theropodák tojásszerkezetével, valamint fészkelési és szaporodási szokásaival. 2006-ban a példány tanulmányozása közben Grellet-Tinner és Makovicky megvizsgálták annak lehetőségét, hogy szolgálhatott-e a megtalált tojás a dromaeosaurida táplálékául, illetve hogy véletlenül társították-e a Deinonychus csontvázához. Elvetették azt az ötletet, ami szerint a tojás táplálék lehetett, mivel a töredékek a hasi bordák és a mellső láb csontjai között helyezkedtek el, ami kizárja, hogy az állat gyomortartalmának részét képezték. Továbbá az a mód, ahogy a tojás összezúzódott és széttöredezett, azt jelzi, hogy az eltemetődéskor még érintetlen volt, csupán a fosszilizálódási folyamat során tört el. Szintén valószínűtlennek találták azt az elképzelést, ami szerint véletlenül társították a tojást ahhoz a nemhez, aminek a maradványaival együtt megtalálták; a tojást körülvevő csontok ugyanis nem voltak szétszóródva vagy széttagolódva, hanem kimondottan érintetlennek tűntek ahhoz a helyzethez viszonyítva, amit az élő állatban elfoglaltak, jelezve, hogy a területet semmi sem zavarta meg a megőrződés során. A tény, hogy a csontok hasi bordák voltak, melyek nagyon ritkán találhatók meg tagolódva, szintén ezt az elképzelést erősítik. Grellet-Tinner és Makovicky szerint az összes bizonyíték arra utal, hogy a tojás érintetlen volt, amikor a Deinonychus teste eltemetődött. Lehetséges, hogy a Deinonychus költési vagy fészkelési szokásai hasonlóak voltak a rokonságába tartozó troodontidákéhoz és oviraptoridákéhoz, illetve, hogy a tojás valójában a petevezetékben volt, amikor az állat elpusztult.
A Deinonychus tojás mikrostruktúrájának vizsgálata igazolta, hogy a theropodákhoz tartozik, ugyanis a többi ismert theropoda tojáséhoz hasonló jellemzőkkel bír, és eltér a madármedencéjűek, illetve a sauropodák tojásaitól. A maniraptora theropodák tojásaival összevetve a deinonychustojás jobban emlékeztet az oviraptoridákéra, mint a troodontidákéra, annak ellenére, hogy a kutatások alapján az utóbbi közelebbi rokona az olyan dromaeosauridáknak, mint a Deinonychus. Bár a tojás túlságosan összetört ahhoz, hogy a pontos mérete meghatározható legyen, Grellet-Tinner és Makovicky a tojáshoz használt medencecsatorna szélessége alapján úgy becsülte, hogy az átmérője nagyjából 7 centiméter lehetett. Ez a méret hasonló a legnagyobb Citipati (oviraptorida) tojás méretéhez, ami 7,2 centiméter átmérőjű; a Citipati és a Deinonychus testmérete is hasonló, ami a becslés helyességét jelzi. Emellett a két nem tojáshéjának vastagsága is nagyjából megegyezik, és mivel a héjvastagság és a tömeg összefüggésben áll egymással, ez az adat is arra utal, hogy a két állat tojása hasonló méretű lehetett.

## A modern kultúrában
A Deinonychus a Utahraptorhoz és a Velociraptorhoz hasonlóan a legnépszerűbb dromaeosauridae-k közé tartozik: filmek, tévéműsorok, gyermekkönyvek, képregények és videojátékok szereplője. A Deinonychus megjelent például az Őslények kalandorai című brit tudományos-fantasztikus televíziós sorozatban (melyet 2007 óta sugároznak), valamint a Dino Riders című képregény szereplőjeként a késői 1980-as években. A holland doom metal együttes, a Deinonychus (1992–2008) erről a dinoszauruszról kapta a nevét. A Deinonychus kiállított műcsontvázai megtalálhatóak a világ különböző természettudományi múzeumaiban. A New Yorkban található Amerikai Természettudományi Múzeumban látható csontváz az egyetlen kiállított darab, mely részben eredeti csontokból áll. Ezek az eredeti csontok az AMNH 3015-ös példányhoz tartoznak, melyeket Barnum Brown fedezett fel 1931-ben, és máig az egyik legteljesebb Deinonychus-csontváz. A csontváznak olyan darabjai hiányoznak, mint a szegycsont, a háti bordák, a villacsont és a hasi bordák.

## Fordítás
- Ez a szócikk részben vagy egészben a Deinonychus című angol Wikipédia-szócikk ezen változatának fordításán alapul.  Az eredeti cikk szerkesztőit annak laptörténete sorolja fel. Ez a jelzés csupán a megfogalmazás eredetét és a szerzői jogokat jelzi, nem szolgál a cikkben szereplő információk forrásmegjelöléseként.
- Ez a szócikk részben vagy egészben a Deinonychus című német Wikipédia-szócikk ezen változatának fordításán alapul.  Az eredeti cikk szerkesztőit annak laptörténete sorolja fel. Ez a jelzés csupán a megfogalmazás eredetét és a szerzői jogokat jelzi, nem szolgál a cikkben szereplő információk forrásmegjelöléseként.